# Augusto Vecchi
Augusto Vecchi (Aosta, 1967) è un illustratore, scrittore e editore italiano.
Nel 1997 ha creato il sito di e-commerce Librinet.com.

## Biografia
Effettua i primi studi a Lugano, in Svizzera, dove vive fino al 1976. Stabilitosi a Santa Margherita Ligure, consegue il diploma di Maestro d'arte, poi la maturità in arte applicata presso l'istituto statale d'arte di Chiavari. Completa gli studi con un ulteriore diploma in grafica pubblicitaria e editoriale, rilasciato dall'istituto per l'arte e il restauro di Firenze.
Nel 1989 viene assunto in qualità di grafico-creativo da un'agenzia di pubblicità di Genova, collabora anche con le sue filiali di Torino e Londra. Acquisite le tecniche del mondo della comunicazione, si mette in proprio e apre a Santa Margherita Ligure la società di editing Art's Studio e a Milano la società di produzioni fotografiche e televisive Carisma Italia Srl.
Opera come illustratore e art director con molte agenzie liguri, prima di concentrarsi quasi esclusivamente sull'editoria, collaborando con piccole e grandi case editrici.
Dal 1991 al 1995 insegna discipline artistiche (illustrazione, aerografo e interior design), presso due istituti privati a La Spezia e Massa. Nel 1992 fonda e dirige "La scuola del fumetto" di Sarzana (SP).
Vecchi dipinge con uno stile che il settimanale Panorama ha definito "body builder bicromatico" in una recensione di due sue opere.
Una tecnica che mette in risalto ombre e chiaroscuri, razionalizzandoli in zone di colore omogeneo.
Dal 1996 al 2001 è creative director del gruppo editoriale Libritalia-Carteduca, curando e producendo circa 300 titoli all'anno, alcuni dei quali in veste di autore.
Nel settembre del 1997, fonda Librinet.com Srl, uno dei primi siti di e-commerce italiani, di cui sarà amministratore delegato da aprile del 2001 a febbraio 2002. La società fa parlare di sé per alcune iniziative originali come quella di vendere i libri a peso. Nel 2002 diviene partner della Rusconi Libri, per la quale realizza collane di volumi per ragazzi e classici della letteratura.
Nel marzo del 2005 fonda una nuova casa editrice, la Vecchi Editore Srl, specializza in libri per ragazzi, che pubblica con il marchio di proprietà Abaco Edizioni.
Nel 2006 diventa presidente della squadra di football americano Ranger Sarzana, che nello stesso anno sarà vice campione d'Italia nella categoria under 17. È anche vice presidente dei Red Jackets Sarzana, squadra di football americano che nel 2009 vincono lo Youngbowl under 21 e nel 2010 l'ambito Superbowl italiano.

## Opere

### Narrativa per ragazzi
- Le avventure di Joe Fox, Gribaudo 2009

### Manuali
- Guida al restauro del mobile antico, S. Di Fraia Editore, 1997
- Il manuale del disegnatore, Libritalia, 1997
- Animali dalla A alla Z, Editoriale Zeus, 1998
- Storia della biancheria che seduce, S. Di Fraia Editore, 1998
- Fai da te, guida pratica, S. Di Fraia Editore, 1998
- Scolpire il legno, S. Di Fraia Editore, 1999
- Minerali e pietre preziose, S. Di Fraia Editore, 1999
- Il grande libro del ferro battuto, Newbook, 2004
- Disegnare la figura umana e gli animali, Rusconi/Idea Libri, 2006